# 現代邦楽
現代邦楽（げんだいほうがく）は音楽のジャンルのひとつ。
琴・三味線・尺八等の和楽器による合奏が特徴。
『現代邦楽』の認知度は低く、用法にもぶれが見える。特に宮城道雄らの曲は古典に分類されることが多い。
『現邦(げんぽう)』、『現代曲』と略されることも多い。

## 歴史
邦楽は、能や歌舞伎、長唄などとともに発展してきたという経緯があるため、雅楽を除いては、純粋に楽曲のみを鑑賞するという形式での演奏は行われなかった。
明治に入っての明治新曲の時期、また大正時代以後に宮城道雄が西洋音楽の影響をうけ、邦楽と西洋音楽の融合である『春の海』を発表すると、それに触発されたように四世杵屋佐吉・中能島欣一・杵屋正邦といった演奏家が「楽曲のみを鑑賞するための邦楽」をつぎつぎと発表した。この時期の音楽を新日本音楽と呼ぶ。
狭義としての現代邦楽の用語は、主に戦後に入ってからの作品を指す。1960年代後半より現代音楽の作曲家（日本人および幾人かの外国人も含む）の間に邦楽ブームと呼ばれる現象が起こり、邦楽の持つ音色や演奏美学が再認識された。特に武満徹の「ノヴェンバー・ステップス」（琵琶・尺八とオーケストラのための）は、世界的に認知されたこの分野の傑作である。しかし大阪万博以後、世界レベルで前衛音楽全体が停滞するに伴って日本の現代音楽界も勢いを失い、この1960年代邦楽ブームはやがて沈静化した。

## 現状
現代邦楽における最大の問題として、歴史の浅さゆえの定番曲目の少なさがあげられる。三木稔・長澤勝俊・船川利夫らが積極的に作曲を行っていたが、長い歴史を持つ西洋音楽や古典邦楽のコンサートのように多くのレパートリーはない。一般向けの公演へは現代作品を数曲、それ以外は民謡や童謡、西洋音楽などを編曲し、使用している。また現代音楽との関わりもそれほど多くない。特に1960年代後半の邦楽ブームが終焉して以後は、個人レベルでの交流は多少あるものの、大規模な公的機関によるバックアップは（雅楽の委嘱新作を手がける国立劇場を除き）特に行われていない。これは日本では伝統音楽が公的機関からの文化的保護としてして辛うじて存続している状況で、したがって、ごく一部のファンや関係者のみで狭いコミュニティを作ってしまっており、また邦楽系では特に近世邦楽系が縦割りの流派とその一門という形でやはり狭いコミュニティとなっている現状が挙げられる。また、上記に挙げられた西洋音楽出身の作曲家とは別に、吉崎克彦、水野利彦、沢井比河流と言ったような、箏曲演奏家出身の作曲家も人気が高い。
しかしながら例えば武生国際音楽祭では毎年音楽祭の枠内で1回は必ず伝統曲および現代邦楽と現代音楽を同時に取り上げる演奏会を催しており、日本音楽コンクール作曲部門でも室内楽が課題の年は選択できる編成に邦楽器を含めるなど、現代音楽の立場から現代邦楽への歩み寄りが見られるのも事実である。日本音楽集団をはじめ、後続の水牛楽団、Aura-J、あるいは雅楽の伶楽舎、楽譜出版社のマザーアース、個人でも継続して委嘱を続ける演奏家など、邦楽系・西洋音楽系の区別を問わず、幅広く現代作品の新作の委嘱或いは出版により紹介している。また、邦楽器だけでなく、日本、中国、韓国などアジアの楽器を集めたオーケストラ・アジアのような団体も現代邦楽の幅を広げる活動をしている。こういった活動の継続から毎年のように邦楽器のレパートリーは蓄積されている。
また、上記のような現代音楽の流れとは別に、昨今ふたたび邦楽がブームになって来たこともあり、学生邦楽（大学の邦楽サークルを主体とするもの）をはじめとしたアマチュア邦楽はそれなりの人口を誇っている。しかし、現代音楽の流れを汲む作品は、その演奏難度からあまり好まれず、吹奏楽や合唱と同じようにその分野専門の作曲家が活躍している。音楽芸術の進歩を求める前衛性よりも伝統的な邦楽の様式を受け継ぐことを良しとしたり、皆で楽しむための音楽としての需要もあろう。
教育分野では、東京藝術大学や洗足学園音楽大学現代邦楽研究所などで邦楽器の専門教育が行われている。
- 1955年にNHK邦楽技能者育成会が結成され、演奏家の育成が行われた。近年は小中学校でも邦楽器を取り上げるよう教育規程が見直され、子供たちが自国の伝統邦楽に興味を持つことが期待されている。
- 2025年2月　滋賀県邦楽専門実演家養成事業で教育を受けた受講者が滋賀県立文化産業交流会館で演奏会を開催した。2025年度講師野村祐子　池上眞吾　片岡リサ　吉澤延隆　客演川崎隆久
- 現在NHK-FMの邦楽番組「邦楽のひととき」と「邦楽百番」のいずれかで月1回現代邦楽を特集して放送している。（ただし放送されない月もある。）